# Комаровка (Крым)
Комаро́вка  (до 1948 года  Но́вый Ита́к; укр. Комарівка, крымскотат. Yañı İtaq, Янъы Итакъ) — село в Красногвардейском районе Республики Крым, входит в состав Полтавского сельского поселения (согласно административно-территориальному делению Украины — Полтавского сельского совета Автономной Республики Крым).

## Население
| 2001 | 2014 |
| ---- | ---- |
| 656  | ↗660 |

Всеукраинская перепись 2001 года показала следующее распределение по носителям языка
| Язык             | Процент |
| ---------------- | ------- |
| русский          | 78.51   |
| крымскотатарский | 12.2    |
| украинский       | 8.69    |
| другие           | 0.15    |

### Динамика численности
| - 1902 год — 208 чел. - 1915 год — 80/199 чел. - 1926 год — 257 чел. - 1939 год — 338 чел. - 1989 год — 157 чел. | - 2001 год — 656 чел. - 2009 год — 613 чел. - 2014 год — 660 чел. |

## Современное состояние
На 2017 год в Комаровке числится 7 улиц и 2 переулка; на 2009 год, по данным сельсовета, село занимало площадь 50,4 гектара на которой, в 225 дворах, проживало 613 человек. В селе действуют сельский клуб, библиотека, фельдшерско-акушерский пункт, село газифицировано, жители обеспечиваются водой из артезианских скважин. Комаровка связана автобусным сообщением с райцентром и соседними населёнными пунктами.

## География
Комаровка — село в центре района, в степном Крыму, высота над центра села уровнем моря — 66 м. Соседние сёла: Полтавка в 1,5 км на восток и Дубровское в 3 км на север. Расстояние до райцентра — около 21 километров (по шоссе), ближайшая железнодорожная станция — Ефремовская примерно в 2 километрах.

## История
Впервые в доступных источниках, как Итак Новый, встречается в «…Памятной книжке Таврической губернии на 1902 год», согласно которой, в деревне Бютеньской волостии Перекопского уезда, приписанной к волости, числилось 208 жителей в 44 домохозяйствах. На 1914 год в селении действовало татарское министерское училище. По Статистическому справочнику Таврической губернии. Ч.II-я. Статистический очерк, выпуск пятый Перекопский уезд, 1915 год, в деревне Новый Итак Бютеньской волости Перекопского уезда числилось 58 дворов (все дворы безземельные) с татарским населением в количестве 80 человек приписных жителей и 199 — «посторонних», из которых 152 мужчины и 127 женщин. Жители землёй не владели, но за селением числилось 710 десятин земли. В хозяйствах имелось 190 лошадей, 6 волов, 69 коров и 340 голов мелкого скота.
После установления в Крыму Советской власти и учреждения 18 октября 1921 года Крымской АССР, в составе Симферопольского уезда был образован Биюк-Онларский район, в состав которого включили село. В 1922 году уезды получили название округов. 11 октября 1923 года, согласно постановлению ВЦИК, в административное деление Крымской АССР были внесены изменения, в результате которых был ликвидирован Биюк-Онларский район и село включили в состав Симферопольского. Согласно Списку населённых пунктов Крымской АССР по Всесоюзной переписи 17 декабря 1926 года, в селе Итак Новый, Старо-Итакского сельсовета Симферопольского района, числилось 66 дворов, все крестьянские, население составляло 257 человек, из них 256 татар, 1 записан в графе «прочие», действовала татарская школа. Постановлением КрымЦИКа «О реорганизации сети районов Крымской АССР» от 15 сентября 1930 года был вновь создан Биюк-Онларский район, теперь как национальный (лишённый статуса национального постановлением Оргбюро ЦК КПСС от 20 февраля 1939 года) немецкий (указом Президиума Верховного Совета РСФСР № 621/6 от 14 декабря 1944 года переименованный в Октябрьский) село включили в его состав. По данным всесоюзной переписи населения 1939 года в селе проживало 338 человек.
После освобождения Крыма от фашистов в апреле, 12 августа 1944 года было принято постановление № ГОКО-6372с «О переселении колхозников в районы Крыма» и в сентябре 1944 года в район приехали первые новоселы (57 семей) из Винницкой и Киевской областей, а в начале 1950-х годов последовала вторая волна переселенцев из различных областей Украины. С 25 июня 1946 года Новый Итак в составе Крымской области РСФСР. Указом Президиума Верховного Совета РСФСР от 18 мая 1948 года, Новый Итак переименовали в Комаровку. 26 апреля 1954 года Крымская область была передана из состава РСФСР в состав УССР. Время включения в Краснознаменский сельсовет пока не установлено: на 15 июня 1960 года село уже числилось в его составе.
Указом Президиума Верховного Совета УССР «Об укрупнении сельских районов Крымской области», от 30 декабря 1962 года, Октябрьский район был упразднён и Комаровку присоединили к Красногвардейскому. На 1968 год село в составе Полтавского сельсовета. По данным переписи 1989 года в селе проживало 157 человек. С 12 февраля 1991 года село в восстановленной Крымской АССР, 26 февраля 1992 года переименованной в Автономную Республику Крым. С 21 марта 2014 года в составе Крыма аннексирована Россией.